# Dina ögon äro eldar
"Dina ögon äro eldar" är en dikt av Erik Axel Karlfeldt.
Dikten ingår i Fridolins lustgård och Dalmålningar på rim från 1901. Den finns även tonsatt, både av Olle Lindberg och av Wilhelm Peterson-Berger.